# Carlos Roberto Flores Facussé
Carlos Roberto Flores Facussé (ur. 10 marca 1950) – honduraski przedsiębiorca, inżynier i polityk, wydawca dziennika El Tribuna, w 1989 kandydat na prezydenta Hondurasu (przegrał z Rafaelem L. Callejasem), od 1994 do 1998 przewodniczący Kongresu Narodowego, a następnie prezydent kraju od 1998 do 2002.